# Self Portrait
Self Portrait — десятий студійний альбом  американського автора-виконавця пісень Боба Ділана, виданий 8 червня 1970 року лейблом Columbia Records.

## Про альбом
Другий подвійний альбом Ділана. Складається в основному із кавер-версій  відомих поп- і фолк-пісень, а також містить декілька інструментальних пісень, власних пісень і концертних номерів, записаних із гуртом The Band.
Ділан переважну більшість композицій виконує в кантрі-стилі, який він продемострував у своєму попередньому альбомі Nashville Skyline.  Відмічений критиками як намірено сюрреалістичний та навіть сатиричний, даний альбом після виходу отримав досить негативні оцінки критиків.
Незважаючи на негативні рецензії, альбом в США піднявся до 4-ї позиції і досить швидко став золотим, а у Британії зайняв 1-шу позицію.

## Список пісень
| Перша сторона | Перша сторона                         | Перша сторона |
| #             | Назва                                 | Тривалість    |
| ------------- | ------------------------------------- | ------------- |
| 1.            | «All the Tired Horses»                | 3:12          |
| 2.            | «Alberta #1»                          | 2:57          |
| 3.            | «I Forgot More Than You'll Ever Know» | 2:23          |
| 4.            | «Days of 49»                          | 5:27          |
| 5.            | «Early Morning Rain»                  | 3:34          |
| 6.            | «In Search of Little Sadie»           | 2:28          |

| Друга сторона | Друга сторона          | Друга сторона |
| #             | Назва                  | Тривалість    |
| ------------- | ---------------------- | ------------- |
| 1.            | «Let It Be Me»         | 3:00          |
| 2.            | «Little Sadie»         | 2:00          |
| 3.            | «Woogie Boogie»        | 2:06          |
| 4.            | «Belle Isle»           | 2:30          |
| 5.            | «Living the Blues»     | 2:42          |
| 6.            | «Like a Rolling Stone» | 5:18          |

| Третя сторона | Третя сторона                         | Третя сторона |
| #             | Назва                                 | Тривалість    |
| ------------- | ------------------------------------- | ------------- |
| 1.            | «Copper Kettle»                       | 3:34          |
| 2.            | «Gotta Travel On»                     | 3:08          |
| 3.            | «Blue Moon»                           | 2:29          |
| 4.            | «The Boxer»                           | 2:48          |
| 5.            | «The Mighty Quinn (Quinn the Eskimo)» | 2:48          |
| 6.            | «Take Me as I Am (Or Let Me Go)»      | 3:03          |

| Четверта сторона | Четверта сторона         | Четверта сторона |
| #                | Назва                    | Тривалість       |
| ---------------- | ------------------------ | ---------------- |
| 1.               | «Take a Message to Mary» | 2:46             |
| 2.               | «It Hurts Me Too»        | 3:15             |
| 3.               | «Minstrel Boy»           | 3:33             |
| 4.               | «She Belongs to Me»      | 2:44             |
| 5.               | «Wigwam»                 | 3:09             |
| 6.               | «Alberta #2»             | 3:12             |